# Герман Біллунг
Герман Біллунг (нім. Hermann Billung, бл. 915 — 973) — маркграф Вендської марки, герцог Саксонії (936—973), один з найвизначніших постатей династії Біллунгів.

## Біографія
Коли відразу ж після смерті в 936 році короля Генріха Птахолова повстали ротарі, його наступник Оттон I не виступив особисто проти заколотників, а послав на чолі війська представника знатного роду саксонського Германа Біллунга. Тому вдалося швидко повернути Ротару в залежний стан, що й послужило важливим доказом на користь призначення його в тому ж році маркграфом на Нижній Ельбі.
Проте брат Германа Біллунга Вічман відчув себе обійденим і на знак протесту покинув королівське військо. Згодом, аж до своєї смерті, він ще не раз буде бунтувати проти короля і свого брата.
Герман був однією з головних опор імператора Оттона I на сході Німеччини. У 50-ті роки X століття маркграфи Геро і Герман Біллунг, іноді спільно з Оттоном I, робили військові походи з метою зломити опір слов'ян, завершити їх підкорення і християнізацію і разом з тим подолати опозицію знаті у власній країні.
Герман помер у Кведлінбурзі 973 року. Тіло його було доставлено його сином Бернгардом в Люнебург. Там Бернгард просив у єпископа Бруно Верденського дати відпущення гріхів і дозвіл поховати тіло батька в церкві. Але його прохання не було виконане.

## Родина
1 Дружина — Ода
2 Дружина — Хільдегарда Вестербурзька
Діти:
- Матильда,
- Сванхільда,
- Бернхард I,
- Ліутгер.